# Cmentarz wojenny nr 336 – Gierczyce-Czyżyczka

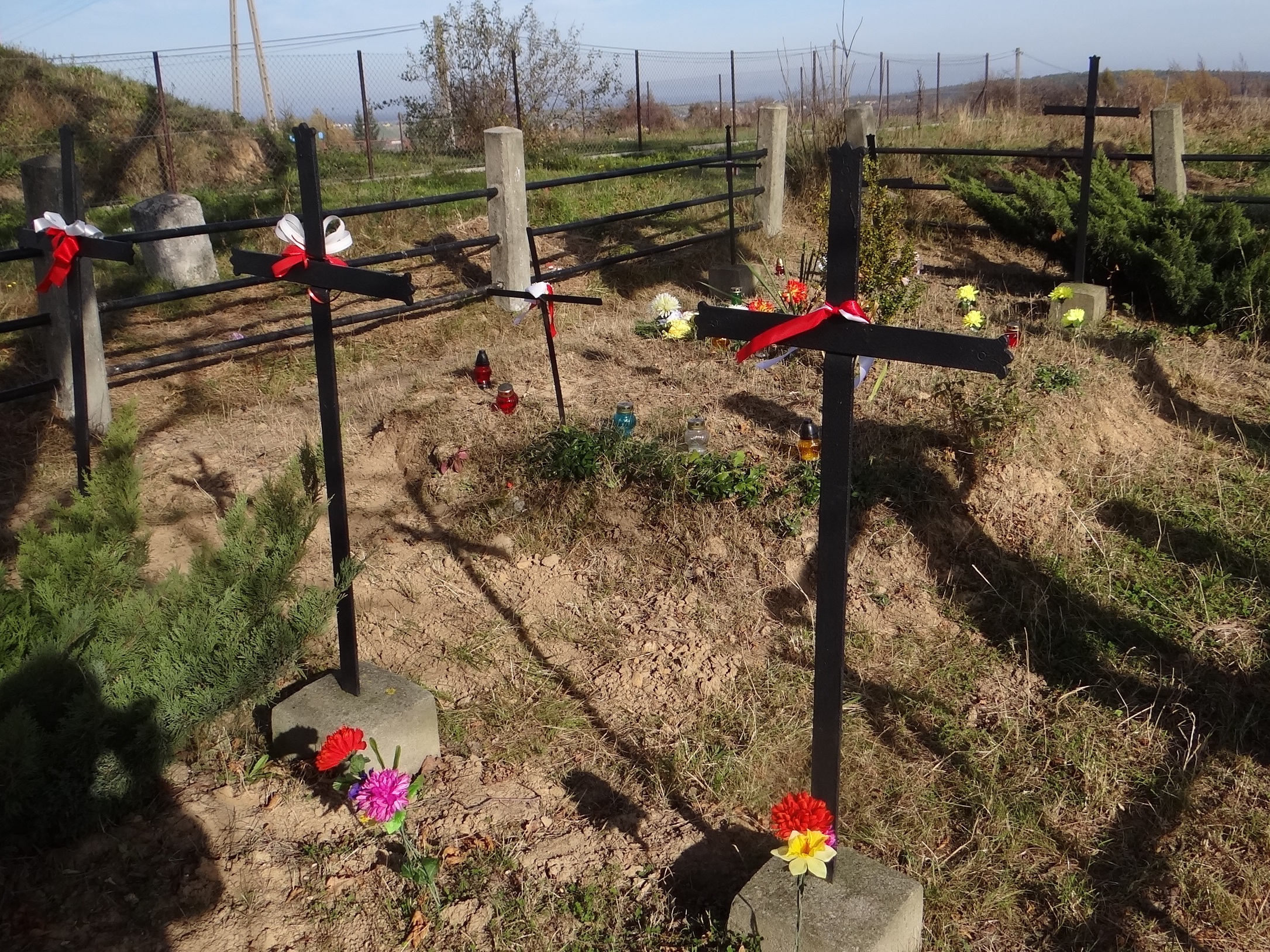

Cmentarz wojenny nr 336 - Gierczyce-Czyżyczka – cmentarz z I wojny światowej znajdujący się we wsi Gierczyce w województwie małopolskim, w powiecie bocheńskim, w gminie Bochnia. Jest jednym z 400 zachodniogalicyjskich cmentarzy wojennych zbudowanych przez Oddział Grobów Wojennych C. i K. Komendantury Wojskowej w Krakowie. Z tej liczby w okręgu bocheńskim cmentarzy jest 46.

## Położenie
Znajduje się w należącym do Gierczyc przysiółku Czyżyczka, po lewej stronie szosy z Zawady do Gierczyc. Położony jest na szczycie należącego do Pogórza Wiśnickiego wzgórza o wys. 363 m, wśród pól uprawnych, obok dużego zbiornika na wodę. Od asfaltowej szosy prowadzi do niego pomiędzy zabudowaniami Czyżyczki gruntowa droga (ok. 250 m długości). Obok cmentarza znajduje się punkt triangulacyjny, założony jeszcze przez Austriaków w 1898 roku. Wzgórze jest bezleśne, dzięki temu rozpościera się z niego bardzo szeroka panorama widokowa obejmująca cały horyzont.

## Historia
Pochowano tutaj wspólnie na jednym cmentarzu żołnierzy armii rosyjskiej i austro-węgierskiej, którzy zginęli na okolicznych polach na początku grudnia 1914  roku w czasie operacji limanowsko-łapanowskiej. 7 grudnia Rosjanie obsadzili wzgórza na zachód od Stradomki w miejscowościach Sobolów, Gierczyce i Nieprześnia. Atakujące od strony Łapanowa i doliny Stradomki wojska austriackie zdobywały je przez kilka dni. Po kilkudniowych niezwykle zaciętych walkach Austriacy zdobyli pozycje rosyjskie na niektórych wzgórzach, a 13 grudnia Rosjanie rozpoczęli odwrót dalej na wschód. Roman Frodyma o wzgórzu w Czyżyczce pisze: „... miało duże znaczenie taktyczne, gdyż jest najwyższym punktem w okolicy i rozpościera się z niego rozległy widok na dolinę Raby i Pogórze Bocheńskie. Było też celem wielokrotnych ataków obu armii. Żołnierze z austriackich pułków tyrolskich nazywali je Śnieżną Kopą.”. 
Na cmentarzu tym pochowano 86 żołnierzy, w tym:
- 54 żołnierzy armii rosyjskiej,
- 32 żołnierzy armii austro-węgierskiej[6].

## Opis cmentarza
Cmentarz założono na planie prostokąta. Ogrodzenie stanowią żelazne rury umieszczone pomiędzy prostymi betonowymi słupkami. W narożach prostokąta między słupkami jest wolna przestrzeń, przez którą można wejść na cmentarz. W południowej części cmentarza rosną dwa drzewa (nasadzone). Pierwotnie planowano wybudowanie dużego kamiennego kopca zwieńczonego krzyżem, zrezygnowano jednak z tego planu. Głównym elementem dekoracyjnym cmentarza jest ustawiony w środku między drzewami duży drewniany krzyż nakryty półokrągłym blaszanym daszkiem. Obecnie na środku cmentarza znajduje się duża ziemna mogiła, po bokach metalowe krzyże umieszczone na betonowych cokolikach. Są to krzyże dwóch rodzajów; austriackie jednoramienne i rosyjskie dwuramienne. Wszystkie wykonane są z grubych płaskowników żelaznych.

## Losy cmentarza

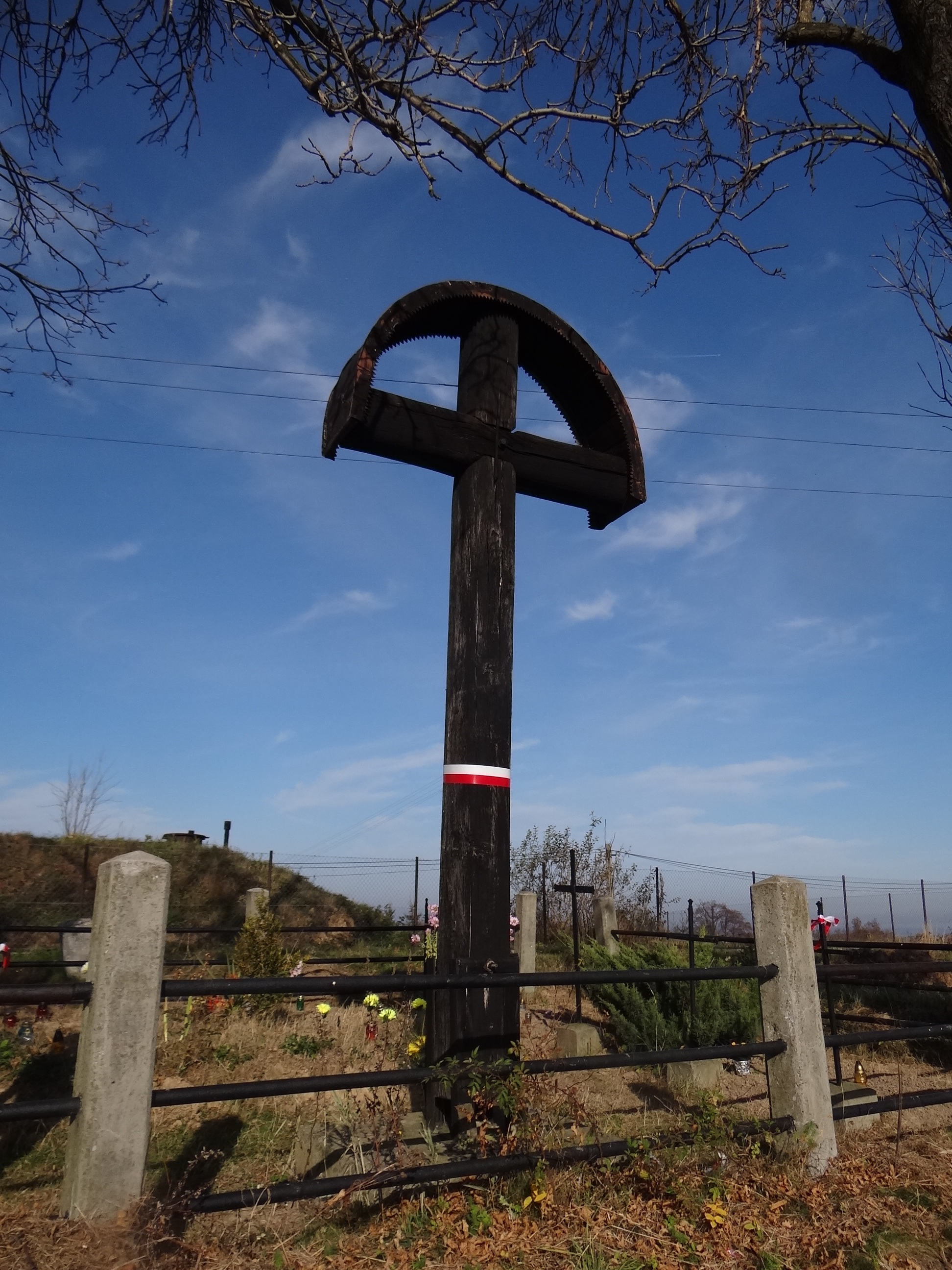
Drewniany krzyż

W okresie Polski międzywojennej doceniano rangę cmentarza i był wówczas pielęgnowany przez miejscową społeczność. Po II wojnie ranga cmentarza w świadomości społeczeństwa i ówczesnych władz zmalała. Cmentarz ulegał w naturalny sposób niszczeniu. Dopiero w latach 80. zaczęła narastać świadomość potrzeby ochrony. Obecnie cmentarz jest odnowiony i pielęgnowany. Pierwotne drewniane ogrodzenie z furtką, które w naturalny sposób uległo zniszczeniu zastąpiono ogrodzeniem metalowym. wykonano też nowy krzyż drewniany i cały cmentarz poddano renowacji.